# Église Notre-Dame-des-Coptes
 (août 2015).
Si vous disposez d'ouvrages ou d'articles de référence ou si vous connaissez des sites web de qualité traitant du thème abordé ici, merci de compléter l'article en donnant les références utiles à sa vérifiabilité et en les liant à la section « Notes et références ».
L'église Notre-Dame-des-Coptes est située au  22, rue de l'Est, dans le 20e arrondissement de Paris. L'église, achevée en 2012, était auparavant un poste électrique d'EDF.
Sur le fronton, on a actuellement : « Centre culturel Orthodoxe Copte - Église Notre-Dame-des-Coptes ».
Auparavant, le fronton indiquait : « Compagnie parisienne de distribution d'électricité - Poste de Ménilmontant ».